# الرابطة النسائية الدولية للسلام والحرية
الرابطة النسائية الدولية للسلام والحرية هي منظمة غير حكومية غير ربحية تعمل «على الجمع بين النساء من مختلف الآراء السياسية والخلفيات الفلسفية والدينية المصممة على دراسة وتعريف أسباب الحرب والعمل من أجل السلام الدائم» وتوحيد النساء في جميع أنحاء العالم ضد الاستبدادية، والاستغلال. لدى ويلبف فروع وطنية في 37 دولة.
يقع المقر الرئيسي لويلبف في جنيف ولديها مكتب للأمم المتحدة في مدينة نيويورك.

## التاريخ التنظيمي
ظهرت ويلبف من المؤتمر النسائي الدولي ضد الحرب العالمية الأولى الذي عقد في لاهاي، هولندا، في عام 1915 وتشكلت اللجنة الدولية للمرأة من أجل السلام الدائم. لم يختاروا الاسم ويلبف حتى عام 1919. كانت أول رئيسة لويلبف، جين أدامز، التي أسست سابقًا حزب السلام النسائي في الولايات المتحدة، في يناير 1915، وأصبحت هذه المجموعة فيما بعد القسم الأمريكي من ويلبف. إلى جانب جين أدامز، كانت ماريان كريبس ومارجريت إي دونجان من الأعضاء المؤسسين أيضًا. وبقيت مود رويدن البريطانية نائب رئيس ويلبف الدولي. اعتبارًا من عام 1920، كان المقر الرئيسي للقسم الأمريكي من ويلبف في مدينة نيويورك. عملت ماريان كريبس، بارونة بارمور، لاحقًا كرئيسة لفرعها البريطاني. وصف ريتشارد جي إيفانز مؤسسات ويلبف بأنهم «مجموعة صغيرة من النساء الشجاعات واللواتي تحترمن المبادئ على الهوامش اليسارية المتطرفة للنسوية البرجوازية الليبرالية».
علاوة على ذلك، فإن الرابطة النسائية الدولية للسلام والحرية تعارض الحروب والصراعات الدولية. كانت الحركات الرئيسية في الرابطة هي: رسالة مفتوحة إلى الأمين العام للأمم المتحدة لإنهاء الحرب الكورية رسميًا، وبيان حول الأسلحة، ويوم دولي للإزالة الكاملة للأسلحة النووية، والحد من العنف القائم على النوع الاجتماعي، والدفاع عن حقوق الإنسان.

### حزب السلام النسائي (الولايات المتحدة الأمريكية)
تشكل حزب السلام النسائي (دابليو بّي بّي)، وهو رائد في الرابطة النسائية الدولية للسلام والحرية، في يناير 1915 في واشنطن العاصمة، في اجتماع دعت إليه جين أدامز وكاري تشابمان كات. وافقت النساء المشاركات البالغ عددهن حوالي 3000 امرأة على منصة تدعو إلى توسيع حق الاقتراع للنساء وعقد مؤتمر للدول المحايدة لتقديم الوساطة المستمرة كوسيلة لإنهاء الحرب.
أرسل دابليو بّي بّي ممثلين، من بينهم الكاتبة الصحفية والروائية ماري هيتون فورس، إلى المؤتمر النسائي الدولي من أجل السلام والحرية، الذي عقد في لاهاي في الفترة من 28 إلى 30 أبريل 1915.

### المؤتمر الدولي للمرأة، لاهاي، 1915
نظمت المؤتمر الدولي للمرأة عام 1915 النسوية الألمانية أنيتا أوغسبرغ، أول محامية في ألمانيا، وليدا غوستافا هيمان (1868-1943) بدعوة من داعية السلام، والنسوية، والمناصرة الهولندية أليتا جاكوبس للاحتجاج على الحرب التي كانت مندلعة آنذاك في أوروبا، واقترحن سبل لمنع الحرب في المستقبل. افتتح المؤتمر في 28 أبريل، وانتهى في 1 مايو، وحضره 1,136 مشاركًا من الدول المحايدة والمتحاربة على حد سواء. واعتمدت الكثير من برنامج دابليو بّي بّي وأنشأت لجنة دولية للمرأة من أجل السلام الدائم (آي سي دابليو بّي بّي) مع جين أدامز كرئيسة. وسرعان ما أصبحت دابليو بّي بّي قسم الولايات المتحدة من آي سي دابليو بّي بّي.

### المؤتمر النسائي الدولي الثاني من أجل السلام والحرية، زيورخ، 1919
التقت جين أدامز بالرئيس وودرو ويلسون وقيل إنها توصلت إلى أساسيات مشتركة حول السلام. ومع ذلك، في مؤتمرهم الدولي الثاني، الذي عقد في زيورخ في عام 1919، أدان آي سي دابليو بّي بّي الشروط النهائية لمعاهدة السلام التي أنهت الحرب العالمية الأولى باعتبارها مخططًا لانتقام المنتصرين على المهزومين ومن شأنه أن يزرع بذور حرب عالمية أخرى. لذا تقرر جعل لجنتهم دائمة وأطلقن عليها اسم الرابطة النسائية الدولية للسلام والحرية. نقلت ويلبف مقرها إلى جنيف ليكون بالقرب من الموقع المقترح لعصبة الأمم، على الرغم من أن ويلبف لم تؤيد تمكين تلك المنظمة من فرض حظر على الغذاء أو استخدام الضغط العسكري لفرض قراراتها. دعت العصبة إلى نزع السلاح الدولي ووضع حد للإمبريالية الاقتصادية. نما فرع الولايات المتحدة لويلبف للاعتراف والعضوية خلال حقبة ما بعد الحرب العالمية الأولى، على الرغم من بعض الهجمات على المنظمة باعتبارها «غير وطنية» خلال الرعب الأحمر الأول. أيدت ويلبف المعاهدات مثل معاهدة واشنطن البحرية وميثاق كيلوغ برييان، معتبرة إياها بمثابة نقاط انطلاق لنظام عالمي سلمي.
خلال ثلاثينيات القرن العشرين، كانت فيرا بريتان نائبة رئيس ويلبف.
قبل اندلاع الحرب العالمية الثانية، دعمت العصبة أيضًا تدابير توفير الإغاثة للمجتمع اليهودي في أوروبا.
على الرغم من أن عضوية ويلبف مقتصرة على النساء، ساهم العديد من نشطاء السلام الذكور في اجتماعات ومنشورات ويلبف، بما في ذلك بارت دي ليخت وجون ديزموند برنبال.
حصل اثنان من قادة ويلبف على جائزة نوبل للسلام لجهودهم من أجل السلام والتوقعات الدولية والعمل مع ويلبف: جين أدامز، في عام 1931، وإميلي جرين بالش في عام 1946.

### ويلبف والأمم المتحدة
لويلبف مركز استشاري (الفئة بي) لدى المجلس الاقتصادي والاجتماعي التابع للأمم المتحدة (إكوساك) منذ عام 1948 ولديه علاقات استشارية خاصة مع منظمة الأمم المتحدة للتربية والعلم والثقافة (يونسكو) ومؤتمر الأمم المتحدة للتجارة والتنمية (أونكتاد)، فضلًا عن العلاقات الخاصة مع منظمة العمل الدولية (آي إل أو) ومنظمة الأغذية والزراعة (الفاو) ومنظمة الأمم المتحدة للطفولة (اليونيسف) ومنظمات ووكالات أخرى. ويلبف لديها دعاة وتمارس الضغط من أجل إضفاء الطابع الديمقراطي على الأمم المتحدة ومجلس الأمن وجميع منظمات ووكالات الأمم المتحدة الأخرى. كما أنها تراقب أنشطة مجلس الأمن والجمعية العامة للأمم المتحدة من أجل تعزيز الإصلاحات. كما أنها تعارض خصخصة الأمم المتحدة والشركات، ويدعون إلى إلغاء حق النقض في مجلس الأمن.